# Rakotzbrücke
Rakotzbrücke – most pieszy nad Rakotzsee, zlokalizowany na terenie zabytkowego parku w Kromlau, na zachód od Gablenz, na Górnych Łużycach w Niemczech (Saksonia).
Obiekt wzniesiono w 1860 (wraz z parkiem krajobrazowym) w formie takiej, by jego odbicie w wodzie stawu tworzyło okrąg wraz z jego łukiem. Projektantem koncepcji był Hermann Friedrich Roetschke, właściciel lokalnych dóbr, zainspirowany parkiem Branitz w Chociebużu. Bywa nazywany diabelskim mostem ze względu na jego pozornie niebezpieczny wygląd. Przyczółki mostu ozdobione są formami wyobrażającymi słupy bazaltowe. Całość wzniesiono z miejscowego kamienia.
Most nie jest udostępniony do przechodzenia.
Obiektowi towarzyszą w niedużej odległości sztuczna grota i sztuczne organy bazaltowe (grupa "skalna").

## Galeria

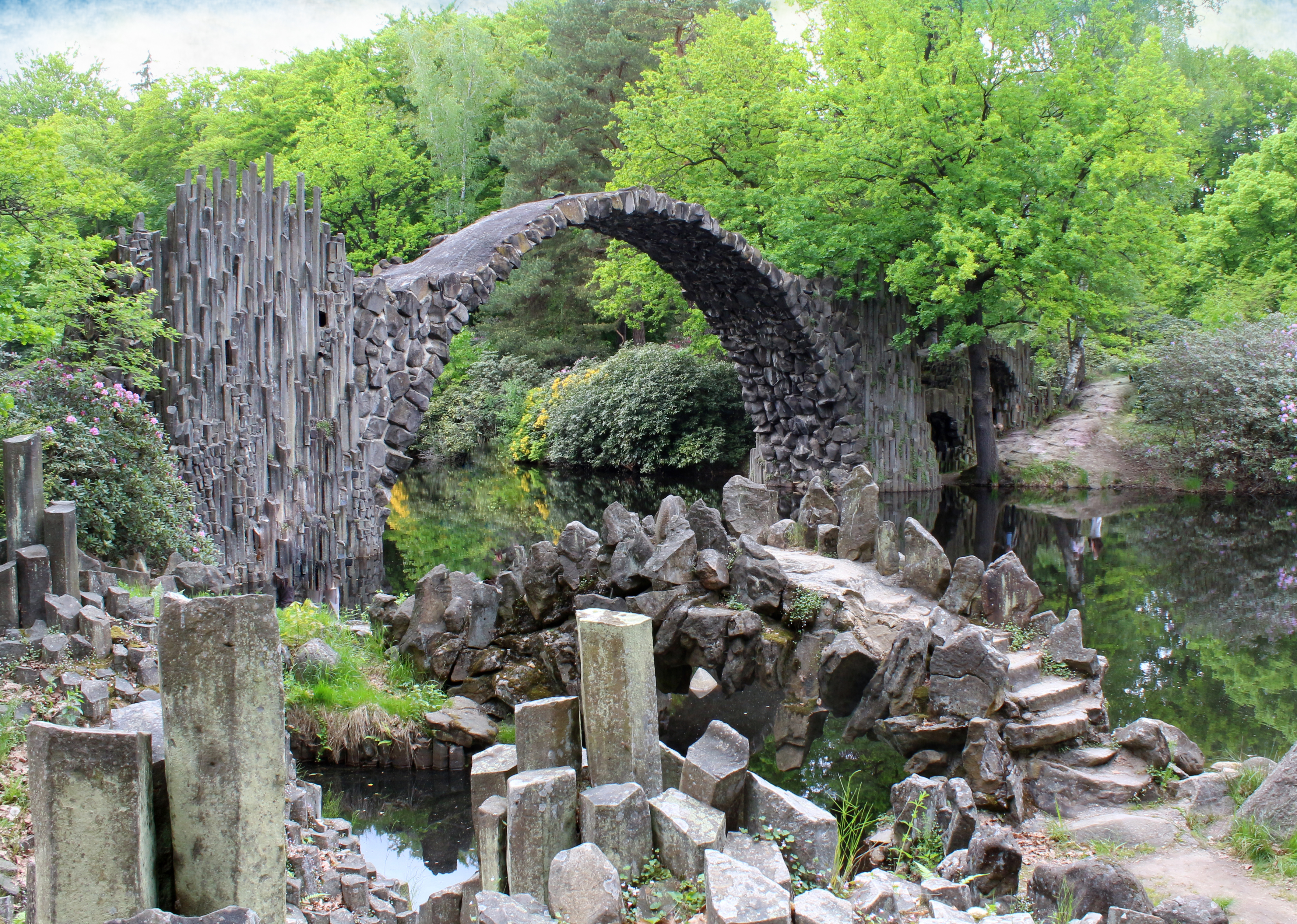
Detal z bliska
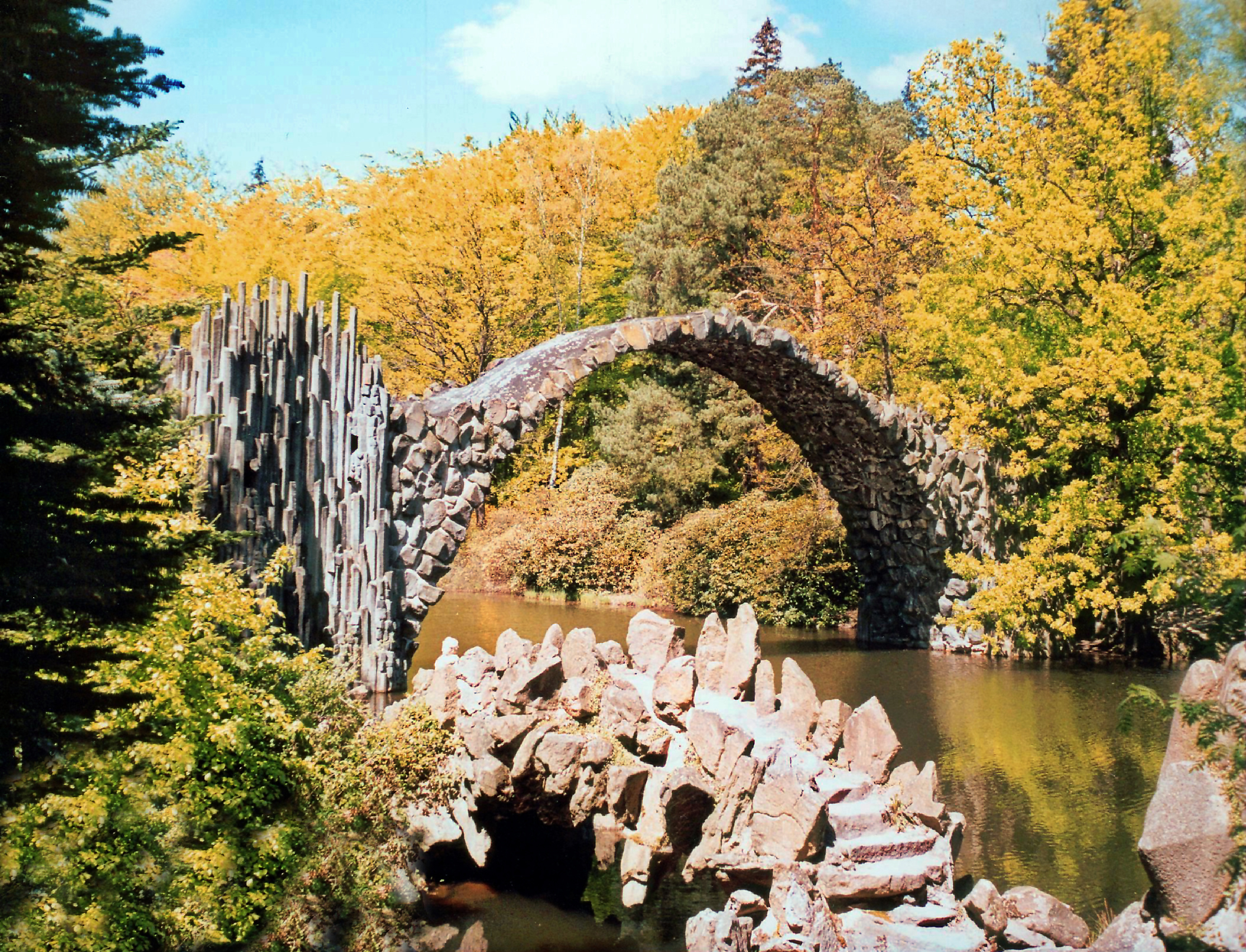
Most w scenerii jesiennej
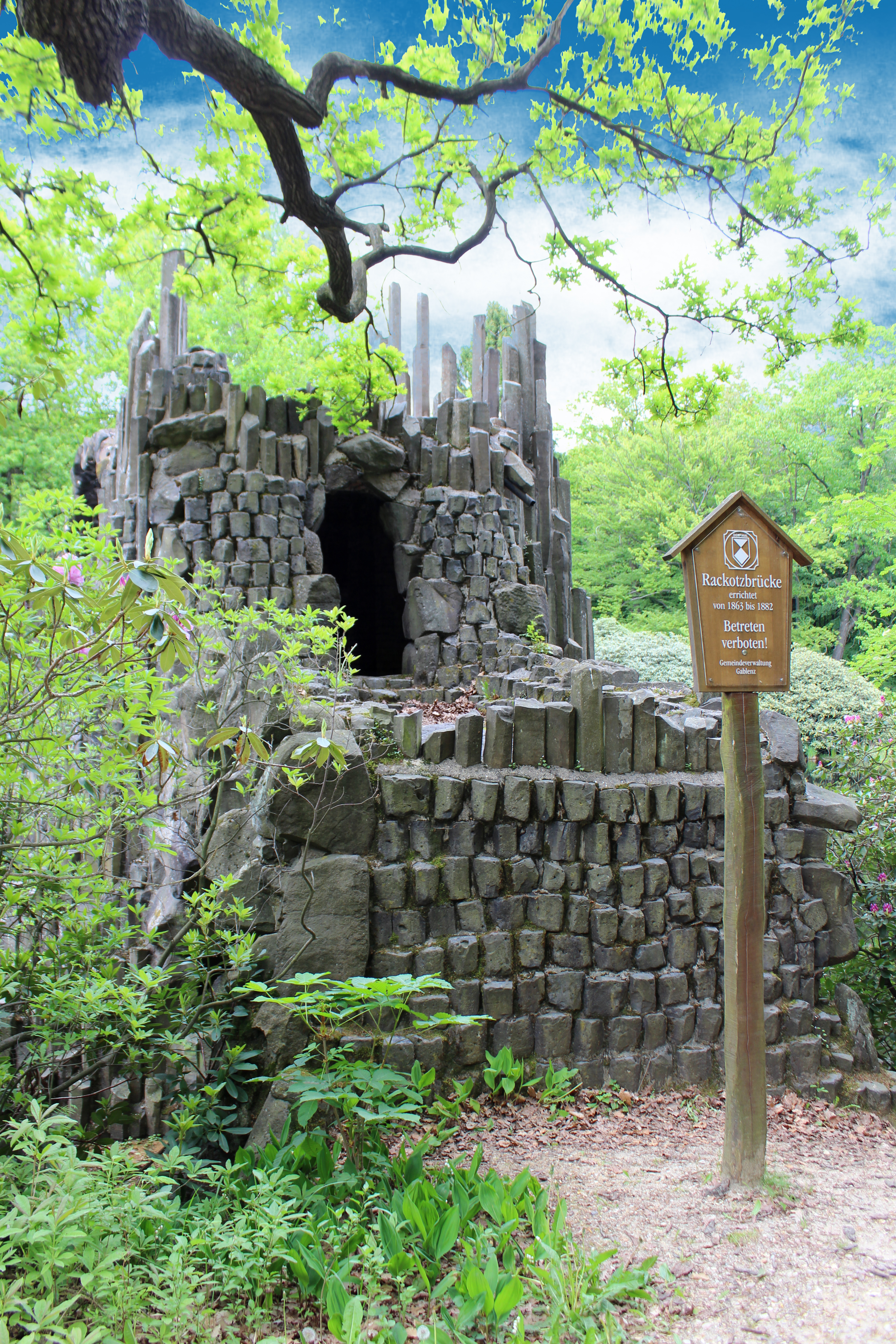
Grota